# Туллії (рід)
Туллії — родина патриціїв та вершників Стародавнього Риму. Її представники ведуть свій родовід від царів Сервія Туллія та Тулла Гостилія.

## Найвідоміші Туллії
- Сервій Туллій, 6-й цар Риму.
- Туллія Старша, дружина Луція Тарквінія Гордого, царя Риму.
- Маній Туллій Лонг, 500 року до н. е.
- Марк Туллій Декула, консул 81 року до н. е.
- Марк Туллій Цицерон, консул 63 року до н. е., відомий красномовець, правник та політичний діяч Римської республіки.
- Квінт Туллій Цицерон, легат Гая Юлія Цезаря у 54 році до н. е., легат Марка Цицерона у 62 році до н. е. у Кілікії, брат Марка Туллія Цицерона.
- Марк Туллій Цицерон, син відомого красномовця, політичний діяч правління імператора Октавіана Августа, консул 30 року до н. е.
- Марк Туллій Тірон — вільновідпущеник Марка Туллія Цицерона.